# Пам'ятник Богданові Хмельницькому (Хмельницький, 1955)

Пам'ятник Богданові Хмельницькому (Хмельницький, 1955)

Пам'ятник Богданові Хмельницькому у Хмельницькому (1955) — повнофігурний пам'ятник на честь українського гетьмана Богдана Хмельницького, встановлений у обласному центрі, що носить його ім'я — місті Хмельницькому у 1955 році, історично перший пам'ятник гетьманові у місті.

## Розташування та автори
Найперший за часом встановлення пам'ятник Богданові Хмельницькому, з чотирьох існуючих у місті Хмельницькому, розташований біля залізничного вокзалу у осередді Привокзальної площі.
Автори пам'ятника — скульптори М. К. Вронський та О. П. Олійник; архітектори Шетичинський, О. Сидоренко.

## Опис
Пам'ятник Богданові Хмельницькому на Привокзальній площі Хмельницького являє собою повнофігурну залізобетонну скульптуру заввишки 3,5 м, підняту на чотиригранний цегляний, оцементований постамент заввишки 4 м, який має форму зрізаної піраміди.
Богдан Хмельницький зображений у козацькому гетьманському строї, тримаючи у зігнутій до грудей правиці символ державної влади — булаву. Портретні риси гетьмана, його врівноваженість, гідність і незламність у цілому відповідають іконографії Б. Хмельницького, а «елементи одягу створюють враження на мить призупиненого руху, що був характерним для всього життя і поступу великого українця».
Вдало вписаний у екстер'єр Привокзальної площі пам'ятник виглядає монументальним, добре проглядається завдяки відносно високому постаменту. Саме персоналія, на честь якого він був встановлений, якість і вдале розташування здобули монументу довгі життя існування, народну любов, зробили одним із символів міста Хмельницького.

## Історія пам'ятника

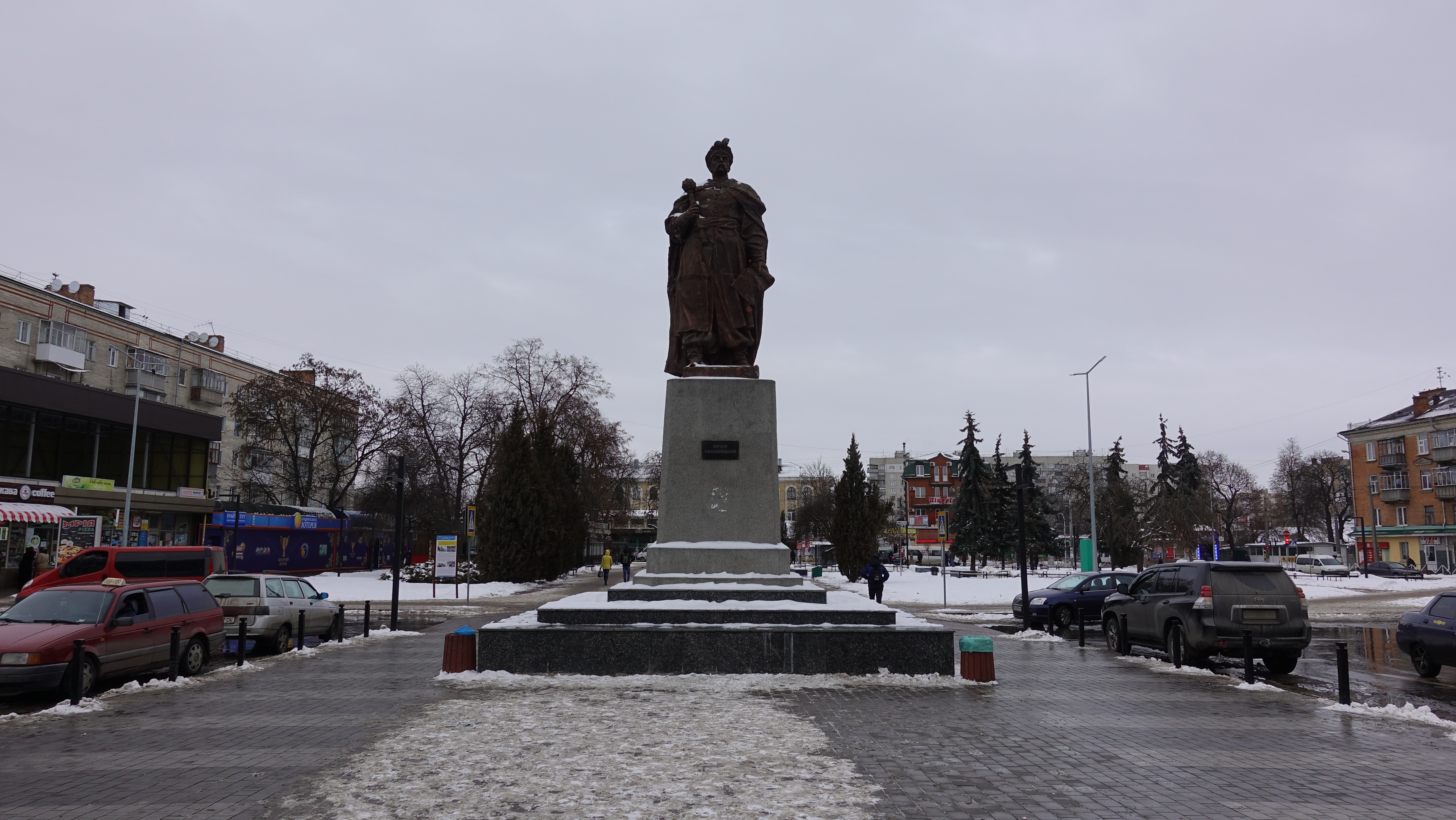
Пам'ятник Богданові Хмельницькому на Привокзальній площі

На початку 1954 року в СРСР широко відзначалась 300-та річниця Переяславської ради. З нагоди цього серед іншого місто Проскурів та область перейменували на честь Богдана Хмельницького. Наприкінці святкового року місцева влада здійняла питання про встановлення пам'ятника гетьманові в обласному центрі. Тривалий час вирішували, де його встановити, поки не зголосилися залізничники, запропонувавши поставити монумент на площі перед вокзалом — таким чином, перше, що бачитимуть приїжджі до Хмельницького залізницею, є привокзальний майдан з пам'ятником Богдану Хмельницькому.
Замовлення на пам'ятник, як досить важливе, віддали до столиці УРСР Києва. За його виконання взялися одні із найкращих на той час скульптори — Народні художники України Макар Вронський та Олексій Прокопович Олійник. Скульптори працювали разом, й були вже досить відомі в країні — у 1951 році стали лауреатами Сталінської премії за скульптуру Тарасові Шевченку.
Роботу над скульптурою Богдана Хмельницького для міста Хмельницького митці завершили за півроку. 31 липня 1955 року, на День залізничника, на оздобленій привокзальній площі був урочисто відкритий пам'ятник Богданові Хмельницькому.
Монумент відразу ж став популярним місцем у місті. Пам'ятник завжди добре доглядається. До 1993 року, коли у Хмельницькому зведений великий кінний пам'ятник гетьманові з бронзи, монумент був єдиним пам'ятником Богданові Хмельницькому у місті. Проте й нині саме цей «привокзальний Богдан» залишається своєрідною візитівкою міста, що носить його ім'я.